# Skyler Samuels
Skyler Rose Samuels (Los Angeles, 14 de abril de 1994) é uma atriz americana. Ela é mais conhecida por interpretar Andie Bates em The Gates, Grace Gardner em Scream Queens e Esme, Phoebe, Sophie em The Gifted.

## Filmografia

### Cinema
| Ano  | Título                                                   | Papel                      | Notas          |
| ---- | -------------------------------------------------------- | -------------------------- | -------------- |
| 2005 | Final Approach                                           | Mary Jo                    |                |
| 2005 | The Adventures of Big Handsome Guy and His Little Friend | Garota Super Gostosa jovem | Curta-metragem |
| 2005 | A Host of Trouble                                        | Maureen                    | Curta-metragem |
| 2009 | The Stepfather                                           | Beth Harding               |                |
| 2010 | Furry Vengeance                                          | Amber                      |                |
| 2014 | Helicopter Mom                                           | Carrie                     |                |
| 2015 | The Duff                                                 | Jess Harris                |                |
| 2016 | The Last Virgin in LA                                    | Courtney                   | Curta-metragem |
| 2018 | Public Disturbance                                       | Kasey                      |                |
| 2018 | Sharon 1.2.3.                                            | Sharon #3                  |                |
| 2018 | Space Room                                               | Lilian                     |                |
| 2021 | Switched Before Birth                                    | Olivia Crawford            |                |
| 2021 | Masquerade                                               | Mulher                     |                |
| 2021 | For Every Good Invention                                 | Mary                       | Curta-metragem |
| 2023 | Meg 2: The Trench                                        | Jess                       |                |

### Televisão
| Ano       | Título                                         | Papel                | Notas                               |
| --------- | ---------------------------------------------- | -------------------- | ----------------------------------- |
| 2004      | Drake & Josh                                   | Ashley Blake         | Episódio: "Little Divas"            |
| 2005      | The Suite Life of Zack & Cody                  | Brianna              | Episódio: "The Fairest of Them All" |
| 2005      | That's So Raven                                | Chrissy Collins      | Episódio: "Goin' Hollywood"         |
| 2006      | Love, Inc.                                     | Maureen              | Episódio: "Arrested Development"    |
| 2007–2008 | Wizards of Waverly Place                       | Gigi Hollingsworth   | 3 episódios                         |
| 2009      | Bless This Mess                                | Libby                | Telefilme                           |
| 2010      | The Gates                                      | Andie Bates          | 13 episódios                        |
| 2011      | The Nine Lives of Chloe King                   | Chloe King           | 10 episódios                        |
| 2013      | Bloodline                                      | Bird Benson          | Telefilme                           |
| 2014      | American Horror Story: Freak Show              | Bonnie Lipton        | 4 episódios                         |
| 2015      | Scream Queens                                  | Grace Gardner        | 13 episódios                        |
| 2017-2019 | The Gifted                                     | Esme, Phoebe, Sophie | 22 episódios                        |
| 2021      | The Rookie                                     | Charlotte Luster     | Episódio: "True Crime"              |
| 2022      | The Gabby Petito Story                         | Gabby Petito         | Telefilme                           |
| 2023      | Aurora Teagarden Mysteries: Something New      | Aurora Teagarden     | Telefilme                           |
| 2024      | My Dreams of You                               | Grace                | Telefilme                           |
| 2024      | Aurora Teagarden Mysteries: A Lesson in Murder | Aurora Teagarden     | Telefilme                           |
| 2024      | Aurora Teagarden Mysteries: Death at the Diner | Aurora Teagarden     | Telefilme                           |